# Sam Van Rossom
Sam Van Rossom (nascut el 3 de juny de 1986) és un jugador professional de bàsquet belga que juga al València Basket de la lliga ACB. També representa la selecció de bàsquet de Bèlgica. Mesura 1,88 mm i juga en la posició de base.